# Dinastia argèada
La dinastia argèada (en grec antic οἱ Ἀργεάδαι) fou la primera dinastia reial de Macedònia entre aproximadament l'any 700 aC i el 310 aC.
La tradició busca els seus orígens a Argos al Peloponès i inicialment els sobirans haurien estat els caps de la tribu dels argèades però es van expandir fins a fundar un gran regne en temps de Filip II de Macedònia que amb el seu fill Alexandre el Gran van ser els reis principals de la dinastia. Els argèades reclamaven ser descendents dels temènides d'Argos, que tenien per ancestre a Temen (Temenus) rebesnet d'Hèracles. Una inscripció amb aquesta creença es va trobar a les excavacions del palau reial a Edessa, al tolos (temple circular). També en parlen Heròdot i altres historiadors antics. No obstant, Plutarc diu que eren descendents d'Argeas, un general macedoni.
Segons la llegenda més estesa que transmet Heròdot, tres germans de la casa temènida, Gauanes, Aeropus i Perdicas van fugir d'Argos cap Il·líria i després a l'alta Macedònia a una ciutat anomenada Lebaea on van servir al reietó local. Quan aquest els va demanar sortir del seu territori a causa d'un somni, van anar cap a la baixa Macedònia, prop del jardí de Mides a la zona del Mont Bermion on van establir un regne propi. Segons Tucídides van expulsar els habitants de Pièria i van conquerir una franja de terreny a Peònia a la vora del riu Àxios estenent-se a Pel·la i a la mar i més tard van afegir Migdònia expulsant als edons, als eordes i als habitants d'Almòpia. El 504 o potser el 500 aC el rei Alexandre I de Macedònia va participar en els Jocs Olímpics i la seva participació va ser impugnada per altres participants que negaven que un macedoni fos grec. L'Hel·lanòdica va examinar la seva argumentació, que es basava en que era argèada i va permetre a Alexandre participar. Alexandre va obtenir un triomf.